# X (album de Kylie Minogue)
Pour les articles homonymes, voir X.
Albums de Kylie Minogue
Ultimate Kylie
(2004) Aphrodite
(2010)
Singles
1. 2 Hearts
Sortie : 16 octobre 2007
2. In My Arms
Sortie : 15 février 2008
3. Wow
Sortie : 17 février 2008
4. All I See
Sortie : 11 mars 2008
5. The One
Sortie : 28 juillet 2008

X est le dixième album studio de la chanteuse australienne Kylie Minogue. C'est son premier album commercial depuis que son cancer du sein lui a été diagnostiqué en mai 2005.
Le premier single extrait de cet album est le titre 2 Hearts qui a été commercialisé le 10 novembre 2007 en Australie. Plusieurs titres de l'album avaient filtré sur Internet avant sa sortie comme Stars, In My Arms, No More Rain et Sensatized, sous leur forme de bande démo.
Le second extrait est Wow pour l'Angleterre, l'Irlande et l'Australie et In My Arms pour le reste de l'Europe.
X a été certifié disque d'or en France, 3 semaines après sa sortie pour plus de 75 000 albums mis en place.

## Promotion
Pour promouvoir la sortie de l'album, Kylie s'est produite lors d'une émission exclusive sur la chaine anglaise ITV1 le 10 novembre 2007. Dans ce programme appelé The Kylie Show, Kylie a interprété six nouvelles chansons de son nouvel album et quatre de ses anciens tubes. Elle s'est aussi rendue dans une émission spéciale intitulée Kylie and Whiley, présentée par Jo Whiley sur Radio 1. À cette occasion, elle a rejoué une scène (réécrite) du soap australien Neighbours dans lequel elle avait commencé sa carrière.

## Liste des pistes
| no  | Titre                                                                                                 | Durée      |
| --- | --- | ---------- |
| 1.  | 2 Hearts Auteur(s) : Kish Mauve                                                                       | 2 min 52 s |
| 2.  | Like a Drug Auteur(s) : Mich Hedin Hansen, Jonas Jeberg, Engelina Andrina Larsen, Adam Powers         | 3 min 17 s |
| 3.  | In My Arms Auteur(s) : Kylie Minogue, Calvin Harris, Richard Stannard, Paul Harris, Julian Peake      | 3 min 32 s |
| 4.  | Speakerphone Auteur(s) : Klas Åhlund, Christian Karlsson, Pontus Winnberg, Henrik Jonback             | 3 min 54 s |
| 5.  | Sensitized Auteur(s) : Guy Chambers, Cathy Dennis, Serge Gainsbourg                                   | 3 min 57 s |
| 6.  | Heart Beat Rock Auteur(s) : Kylie Minogue, Karen Poole, Wiles                                         | 3 min 24 s |
| 7.  | The One Auteur(s) : Rob Davis, Cathy Dennis                                                           | 4 min 05 s |
| 8.  | No More Rain Auteur(s) : Christian Karlsson, Kylie Minogue, Karen Poole, Jonas Quant, Pontus Winnberg | 4 min 02 s |
| 9.  | All I See Auteur(s) : Jonas Jeberg, Mich Hedin Hansen, Tommy Serano                                   | 3 min 05 s |
| 10. | Stars Auteur(s) : Kylie Minogue, Richard Stannard, Calvin Harris, Julian Peake                        | 3 min 42 s |
| 11. | Wow Auteur(s) : Greg Kurstin, Kylie Minogue, Karen Poole                                              | 3 min 13 s |
| 12. | Nu-di-ty Auteur(s) : Christian Karlsson, Karen Poole, Pontus Winnberg                                 | 4 min 17 s |
| 13. | Cosmic Auteur(s) : Kylie Minogue, Eg White                                                            | 3 min 09 s |

### Bonus

#### Pistes bonus sur Internet
| no | Titre | Durée      |
| -- | --- | ---------- |
| 1. | Rippin' Up the Disco Auteur(s) : ? Téléchargeable via Kylie.com après avoir inséré l'album dans son ordinateur.                          |            |
| 2. | Magnetic Electric Auteur(s) : Greg Kurstin, Kylie Minogue, Karen Poole Bonus offert avec l'album sur les plateformes de téléchargement.  | 3 min 14 s |
| 3. | White Diamond (Acoustic Version) Auteur(s) : Jason Sellards, Scott Hoffman, Kylie Minogue Bonus offert pour les pré-commandes via iTunes |            |

#### Pistes bonus internationales
| no | Titre | Durée      |
| -- | --- | ---------- |
| 1. | King or Queen Auteur(s) : Greg Kurstin, Kylie Minogue, Karen Poole Bonus de l'édition japonaise.                                                              | 2 min 38 s |
| 2. | I Don't Know What It Is Auteur(s) : Kylie Minogue, Rob Davis, Richard Stannard, Calvin Harris, Julian Peake Bonus de l'édition japonaise.                     | 3 min 17 s |
| 3. | In My Arms (featuring Jolin Tsai) Auteur(s) : Kylie Minogue, Calvin Harris, Richard Stannard, Paul Harris, Julian Peake, Wiles Bonus de l'édition taïwanaise. |            |

### Édition spéciale avec DVD
Les bonus du DVD :
- Clip vidéo de « 2 Hearts »
- Interview
- Galerie photo

## Singles
1. 9 novembre 2007: 2 Hearts
2. 16 février 2008: Wow
3. 17 février 2008: In My Arms
4. 11 mars 2008: All I See
5. 28 juillet 2008: The One

## Divers
Les chansons suivantes ont été écrites et enregistrées pendant les sessions de travail pour X mais n'ont pas été retenues pour la version finale, restant au stade de démo, ou ont été enregistrées pour des compilations.

### Faces B et pistes sur compilations
- "Love Is the Drug" : reprise de la chanson de Roxy Music datant de 1975 pour la compilation Radio 1 Established 1967, album anniversaire des 40 ans de Radio One.
- "I Don't Know What It Is" : face B pour le single "2 Hearts".
- "King or Queen": face B pour le single "2 Hearts".
- "Fall For You [Version #1]" : prévue pour devenir une future face B, et posté sur le site Internet Biffco en novembre 2007.
- Cherry Bomb, Do It Again et Carried Away : faces B pour In My Arms en Europe et Wow en Australie et au Royaume-Uni.

### Titres ayant filtré
- "Excuse My French" et « When The Cat's Away » : ces chansons ont filtré en mars 2007. Les managers de Kylie ont plus tard nié qu'elle ait enregistré ces titres. On ne sait pas si c'est bien Kylie qui chante sur « When The Cat's Away » ou si c'est une autre chanteuse en session d'enregistrement.
- "Lose Control", "Fall For You [Version #2]", et les démos de "Stars", « In My Arms » et « Sensitized » ont filtré en mai 2007 quand un CD Promo de trois titres est sorti des murs de Parlophone.
- "In the Mood for Love" and « Spell of Desire » : mis en ligne sur le MySpace du chanteur Mylo avant d'être rapidement retirés.
- "Boombox" : cette chanson a filtré en novembre 2007.
- "I'm Ready" : écrit par Boy George, a filtré en août 2007

## Dates de sortie
| Pays        | Date             | Label            | Format   | Catalogue  |
| ----------- | ---------------- | ---------------- | -------- | ---------- |
| Japon       | 21 novembre 2007 | EMI Music Japan  | CD       | TOCP-66719 |
| Japon       | 21 novembre 2007 | EMI Music Japan  | CD / DVD | TOCP-66720 |
| Allemagne   | 23 novembre 2007 | EMI              | CD       | –          |
| Irlande     | 23 novembre 2007 | EMI              | CD       | –          |
| Pays-Bas    | 23 novembre 2007 | EMI              | CD       | –          |
| Australie   | 24 novembre 2007 | Mushroom Records | CD       | 5144249122 |
| Australie   | 24 novembre 2007 | Mushroom Records | CD / DVD | 5144250532 |
| Belgique    | 26 novembre 2007 | EMI              | CD       | –          |
| Belgique    | 26 novembre 2007 | EMI              | CD / DVD | –          |
| Royaume-Uni | 26 novembre 2007 | Parlophone       | CD       | 513 9522   |
| Pologne     | 26 novembre 2007 | EMI              | CD       | –          |
| Canada      | 27 novembre 2007 | EMI              | CD       | –          |
| Espagne     | 27 novembre 2007 | EMI              | CD       | –          |
| Italie      | 27 novembre 2007 | EMI              | CD       | –          |
| France      | 27 novembre 2007 | EMI              | CD       | –          |
| Portugal    | 27 novembre 2007 | EMI              | CD       | –          |
| États-Unis  | 12 février 2008  | Capitol Records  | CD       | B000X1LJPQ |

## Classement des ventes
| Pays                | Meilleure position | Certification | Ventes  |
| ------------------- | ------------------ | ------------- | ------- |
| Australie           | 1                  | Platine       | 70 000  |
| Grèce               | 1                  |               |         |
| Royaume-Uni         | 4                  | Platine       | 300 000 |
| Portugal            | 7                  |               |         |
| Monde               | 9                  |               | 803 000 |
| Suisse              | 9                  |               |         |
| Taïwan              | 1                  |               |         |
| Irlande             | 14                 |               |         |
| Allemagne           | 15                 |               |         |
| Autriche            | 16                 |               |         |
| Croatie             | 16                 |               |         |
| France              | 19                 | Or            | 75 000  |
| Belgique (Flandres) | 26                 | Or            | 15 000+ |
| Suède               | 28                 |               |         |
| Pays-Bas            | 29                 |               |         |
| Belgique (Wallonie) | 30                 |               |         |
| Danemark            | 34                 |               |         |
| Italie              | 36                 |               |         |
| Nouvelle-Zélande    | 38                 |               |         |
| Japon               | 40                 |               | 13 000  |
| Canada              | 43                 |               |         |